# Флаг Хлевенского района
Флаг Хле́венского муниципального района Липецкой области Российской Федерации — опознавательно-правовой знак, служащий официальным символом муниципального образования.
Флаг утверждён 2 апреля 2004 года решением Хлевенского районного Совета депутатов № 32, как флаг муниципального образования «Хлевенский район», и внесён в Государственный геральдический регистр Российской Федерации с присвоением регистрационного номера 1451.

## Описание
«Флаг Хлевенского района представляет собой прямоугольное полотнище с соотношением ширины к длине 2:3, разделённое по горизонтали на три неравные полосы: верхнюю красную в 1/3 ширины полотнища, несущую в центре изображение жёлтого колокола, синюю (среднюю) в 4/9 ширины полотнища и нижнюю красную полосу в 2/9 ширины полотнища. Вдоль древка жёлтая полоса в 1/5 длины полотнища».

## Обоснование символики
Флаг Хлевенского района един и гармоничен, в основу композиции флага положены исторические, краеведческие, культурные экономические особенности.
Хлевенский район образован в 1928 году и первоначально входил в состав Центрально-Чернозёмной области, в составе Липецкой области находится с января 1954 года.
Центр района — село Хлевное — известен с 1629 года. В те времена он служил хорошим укрытием для русских дозорных людей, следивших за движением татар на московском направлении.
Все фигуры флага имеют многозначную символику.
Колокол аллегорически говорит о том, что в Хлевном в царское время располагалась почтовая станция, а хлевенские ямщики доставляли почту и пассажиров в города Воронеж, Липецк, Елец, Задонск. Колокол также является символ «духовного начала», своей формой колокол связан со сводом, и, следовательно, с небесами. Звук колокола, разносящийся далеко за окрестности, является символом созидающей силы;
Жёлтый цвет (золото) — символ высшей ценности, величия, прочности, силы, великодушия.
Красный цвет — символизирует труд, жизнеутверждающую силу, мужество, праздник, красоту.
Синяя полоса указывает на реки Дон и Воронеж, протекающие по территории района.
Синий цвет (лазурь) — ассоциируется с водой, чистым небом и означает мышление, добродетель, чистоту.